# Mooi River

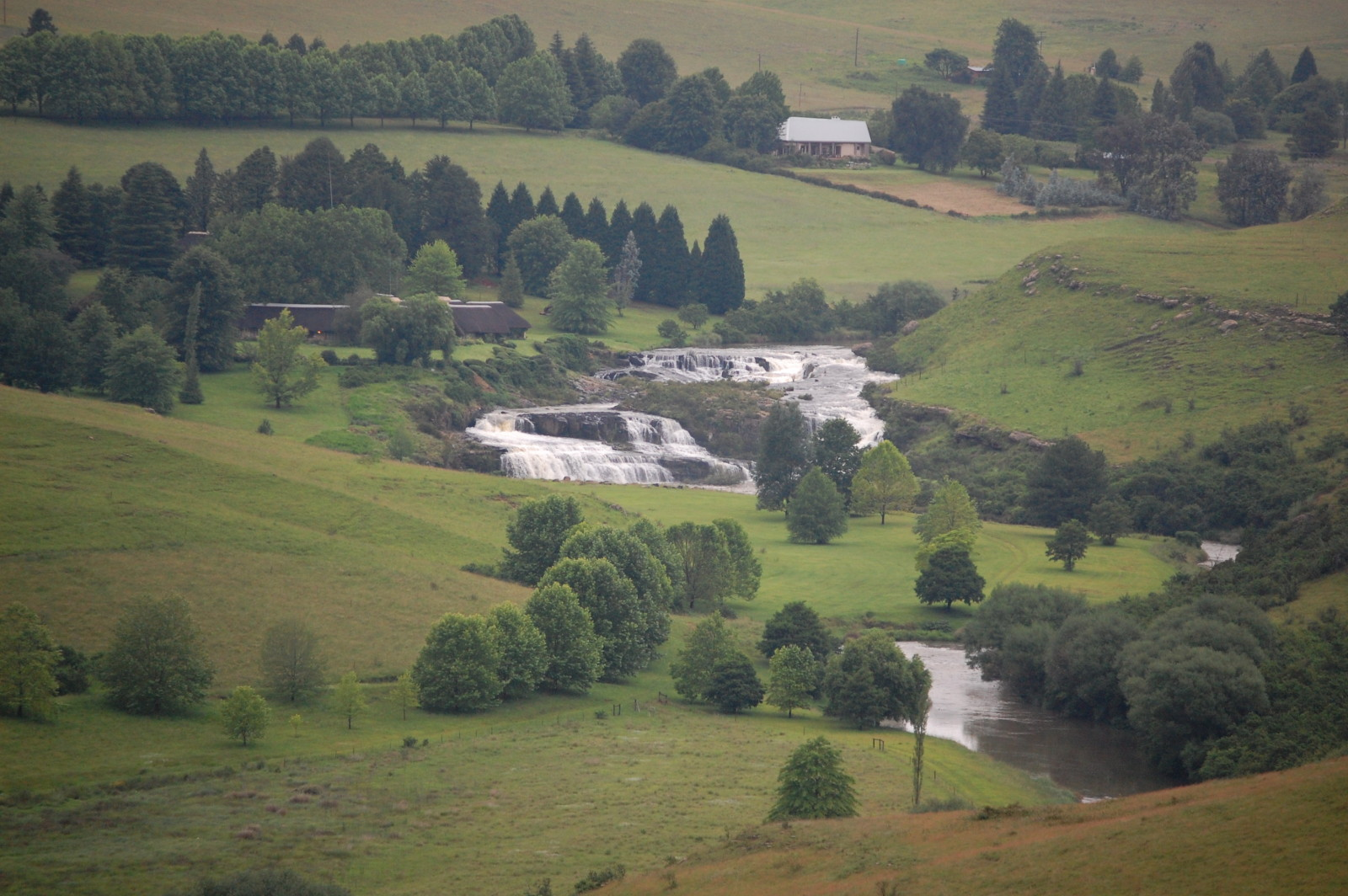
Vattenfallen vid Mooi River.

Mooi River (afrikaans Mooirivier) är en stad i provinsen KwaZulu-Natal i östra Sydafrika. Staden består egentligen av tre orter (Mooi River, Bruntville och Townview) och hade totalt 17 779 invånare vid folkräkningen 2011. Mooi River grundlades 1884.